# Bolivaritettix medogensis
Bolivaritettix medogensis är en insektsart som beskrevs av Zheng, Z. 2005. Bolivaritettix medogensis ingår i släktet Bolivaritettix och familjen torngräshoppor. Inga underarter finns listade i Catalogue of Life.